# Jankenman
Jankenman (jap.: ジャンケンマン) ist eine Animeserie aus den Jahren 1991 und 1992. Sie entstand bei Ashi Productions nach einem Drehbuch von Satoru Akahori und unter der Regie von Tetsuya Endo. Der Titel der Serie und zugleich Name der Hauptfigur bezieht sich auf den japanischen Namen des Spiels Schere, Stein, Papier, mit dem der Superheld in den Geschichten seine Gegner besiegt.

## Inhalt
Der kindliche Superheld Jankenman kämpft gegen Bösewichte, die das friedliche Leben der Mitmenschen in seinem Dorf bedrohen. Allen voran ist Osodashi Kamen („maskierter Mogler“) sein Gegner, der aus einer bösartigen Familie entstammt. Während seine Eltern ein friedliches Leben angenommen haben, lehnt sich ihr Sohn Osodashi gegen sie auf und will den Frieden im Dorf zerstören, um über es zu herrschen. Ihn wie die anderen besiegt Jankenman mit einem Spiel Schere, Stein, Papier.

## Produktion und Veröffentlichung
Die Serie wurde beim Studio Ashi Productions produziert. Das Drehbuch schrieb Satoru Akahori und Regie führte Tetsuya Endo. Das Charakterdesign entwarf Nobuyoshi Habara und die künstlerische Leitung lag bei Yoshimi Umino. Die Tonarbeiten leitete Hideyuki Tanaka, für die Kameraführung war Kazunori Hashimoto verantwortlich und für den Schnitt waren Hiroshi Furuhashi und Jun Taguma zuständig. Die Produzenten waren Masaru Umehara, Mutsuo Shimizu und Tomoyuki Taguchi. Die 51 Folgen mit je 20 Minuten Laufzeit wurden vom 4. April 1991 bis zum 26. März 1992 von TV Tokyo in Japan gezeigt. Bei Nickelodeon India wurde der Anime auf Englisch gezeigt und zwei arabische Synchronfassungen wurden auf Kaufmedien veröffentlicht.
Am 23. Juli 1992 erschien in Japan eine Original Video Animation zur Serie. Der Film mit 41 Minuten Laufzeit trägt den Titel Jankenman: Kaijudaikessen (ジャンケンマン 怪獣大決戦) und entstand beim gleichen Studio und mit dem gleichen Team wie die Serie. Tetsuya Endo führte nicht nur Regie, sondern war auch am Drehbuch beteiligt. Die Produzenten waren nun Hiroshi Katō, Masaru Umehara, Tamiya Tsuchida und Tomoyuki Taguchi.

### Synchronisation
| Rolle          | Japanische Stimme (Seiyū) |
| -------------- | ------------------------- |
| Jankenman      | Ai Orikasa                |
| Aikko          | Yūko Mizutani             |
| Gūyan          | Akiko Yajima              |
| Chokkin        | Kotono Mitsuishi          |
| Pājan          | Chie Satō                 |
| Jankensennin   | Ikuya Sawaki              |
| Jankenmama     | Sakiko Tamagawa           |
| Jankenpapa     | Shinya Ohtaki             |
| Osodashi Kamen | Kazuki Yao                |
| Ururun         | Chisa Yokoyama            |
| Pecchakucha    | Kōji Kurose               |

### Musik
Die Musik der Serie komponierte Takahiro Ando. Das Abspannlied ist Kumori nochi hare Watanabe-kun von Cotton.